# Homo faber (filosofie)
Het mensbeeld van de homo faber - Latijn: "de mens als maker" - stelt dat de mens behept is met een aangeboren drang tot arbeid en creativiteit. Deze drang uit zich in het ontwikkelen van werktuigen en techniek, met behulp waarvan de mens zijn leefomgeving naar zijn hand zet. 
Dit mensbeeld is vooral populair binnen het marxisme en anarchisme, en staat tegenover het meer liberale mensbeeld van de homo economicus, die slechts gericht zou zijn op het op rationele wijze bevredigen van zijn behoeften, en de homo ludens, die meer gericht is op frivoliteit dan op noeste arbeid.
Het beeld van de homo faber wordt, onder anderen, uiteengezet door Karl Marx in diens Parijse manuscripten, met name het eerste manuscript.